# Clava nana
Clava nana är en nässeldjursart som beskrevs av Motz-Kossowska 1905. Clava nana ingår i släktet Clava och familjen Hydractiniidae. Inga underarter finns listade i Catalogue of Life.